# Portulaca diegoi
Portulaca diegoi är en portlakväxtart som beskrevs av J.R. Mattos. Portulaca diegoi ingår i släktet portlaker, och familjen portlakväxter. Inga underarter finns listade i Catalogue of Life.